# 進藤純孝
進藤 純孝（しんどう じゅんこう、1922年（大正11年）1月1日 - 1999年（平成11年）5月9日）は、東京出身の文芸評論家、随筆家、小説家。本名は若倉 雅郎（わかくら まさお）、旧姓は進藤（しんどう）。
川端康成・志賀直哉・芥川龍之介などの論考や、同時代の第三の新人を含む昭和文学の評伝で知られるほか、随筆・回想や小説も書いた。長男は眼科医・作家の若倉雅登。

## 来歴
- 進藤雅郎として生まれる。父・延（のぼる）は、芥川・花袋・横光・川端らが寄稿した雑誌『文芸日本』の創刊者。母・百合子は、のちの松竹蒲田の大部屋女優・早見照代、いったん引退を経て日活の女優・早川十志子。
- 1925年（大正14年）、文芸日本社が倒産。両親が別居したことに伴い、翌年母の実家がある愛媛県川之江町に移住する。
- 愛媛県三島中学、香川県高松第一中学校、立教大学予科を経て、1943年（昭和18年）旧制第一高等学校文科に入学。
- 1945年（昭和20年）3月、東京帝国大学文学部倫理学科に入学。直ちに学徒出陣で召集され横須賀海兵団に入隊するが、8月終戦により除隊。
- 1946年（昭和21年）、新潮社出版部に入社。川端康成・志賀直哉・石原慎太郎などを担当。
- 1948年（昭和23年）、若倉美登里と結婚、若倉姓となる。
- 1950年（昭和25年）9月、東京大学倫理学科を卒業、大学院に進む。
- 1952年（昭和27年）、『文学界』9月号にアルベール・カミュ論「運命の確保」が掲載される。
- この頃から『文学界』のすすめで出来た「一二会」などを通じて、島尾敏雄・小島信夫・五味康祐・近藤啓太郎・安岡章太郎・三浦朱門・庄野潤三・吉行淳之介・日野啓三・奥野健男・村松剛・服部達・遠藤周作らと親交をもつ。
- 1953年（昭和28年）、大学院修士課程修了。新潮社に復職、『川端康成全集』を担当する。
- 1959年（昭和34年）、新潮社を退社。
- 1969年（昭和44年）、日本大学芸術学部教授となる。
- 1972年（昭和47年）、日本文藝家協会評議員となる。
- 1973年（昭和48年）、ソビエト連邦作家同盟の招きで小川国夫・田久保英夫らと訪ソ。
- 1974年（昭和49年）、『ロシア三人旅』『七色の風船』を出版。
- 1977年（昭和52年）、第三の新人との交流を書いた『文壇私記』を出版。
- 1989年（平成元年）、初の小説『都に死す』を出版。
- 1991年（平成3年）、日本大学教授を定年退任。
- 1999年（平成11年）、死去、満77歳。

## 著書
- 『戦後文学の旗手』（ユリイカ、1955年）
- 『反逆的作家論』（現代文芸社、1957年）
- 『ジャーナリスト作法』（角川書店、1959年）
- 『マス・コミの中の文学』（雪華社、1960年）
- 『親と子供と先生と』（大阪教育図書、1961年）
- 『考える女性の生き方』（白鳳社、1963年）
- 『芥川龍之介』（河出書房新社、1964年）
- 『川端康成その人その作品』（冬樹社、1969年）
- 『日本の青春』（毎日新聞社、1969年）
- 『志賀直哉論』（新潮社、1970年）
- 『ロシア三人旅・七色の風船』（集英社、1976年）
- 『伝記川端康成』（六興出版、1976年）
- 『作品展望・昭和文学』上下（時事通信社、1977年）
- 『文壇私記』（集英社、1977年）
- 『伝記芥川龍之介』（六興出版、1978年）
- 『どうしたらよかろう』（六興出版、1979年）
- 『現代文章講義』（明治書院、1984年）
- 『都に死す』（福武書店、1989年）母の伝記
- 『山月記の叫び』（六興出版、1992年）中島敦論
- 『ふり向けば独りきり』（光人社、1993年）回想記

### 共著
- 『文壇百人』巖谷大四、尾崎秀樹共著 読売新聞文化部編　読売新聞社 1972年
- 『長良川悲憤　豊田穣の霊に捧ぐ』中日新聞本社 1996年